# Richard Boyd
Richard Newell Boyd (* 19. Mai 1942 in Washington, D.C.; † 20. Februar 2021 in Cleveland, Ohio) war ein US-amerikanischer Philosoph und Wissenschaftstheoretiker. Er zählte zu den Vertretern des wissenschaftlichen Realismus.
Boyd promovierte am Massachusetts Institute of Technology (MIT) im Jahre 1970 bei Hilary Putnam. Seine wissenschaftlichen Stationen waren die Harvard University, die University of Michigan und die University of California, Berkeley. Ab 1972 war er Professor an der Sage-School-Fakultät, Cornell University; seine Spezialgebiete waren Wissenschaftstheorie, Erkenntnistheorie und Sprachphilosophie sowie Ethik, soziale und politische Philosophie, speziell Marxismus und Philosophie der Biologie.

## Publikationen
- A Recursion-Theoretic Characterization of the Ramified Analytical Hierarchy, mit Gustav Hensel und Hilary Putnam, in: Transactions of the American Mathematical Society Vol. 141 (Jul., 1969), 37–62 (Dissertationsthema)
- Realism and Scientific Epistemology. Unpublished 1971
- Determinism, Laws and Predictability in Principle, Philosophy of Science 39 (1972): 431-50.
- Realism, Underdetermination, and a Causal Theory of Evidence. in: Nous 7 (1973):1–12.
- Approximate Truth and Natural Necessity, in: The Journal of Philosophy Vol. 73, No. 18, Seventy-Third Annual Meeting American Philosophical Association, Eastern Division (Oct., 1976), 633–635
- Metaphor and Theory Change in: A. Ortony (Hg.): Metaphor and Thought, Cambridge: Cambridge University Press
- Materialism without Reductionism: What Physicalism Does Not Entail. In: Readings in Philosophy of Psychology, ed. N. Block, vol. 1. Cambridge, Mass.: Harvard University Press 1980.
- Scientific Realism and Naturalistic Epistemology, PSA 80, vol. 2 (Philosophy of Science Association) (ed R. N. Giere / P. D. Asquith) (1982).
- On the Current Status of the Issue of Scientific Realism, Erkenntnis (1983) 19:45–90.
- Observations, Explanatory Power and Simplicity, in: Observation, Experiment and Hypothesis in Modern Physical Science, ed. Achinstein and Hannaway (1985).
- Lex Orandi est Lex Credendi, in: Images of Science: Scientific Realism Versus Constructive Empiricism, ed. Churchland and Hooker, Chicago 1985.
- The Logician's Dilemma: Deductive Logic, Inductive Inference and Logical Empiricism, Erkenntnis (1985).
- Realism and the Moral Sciences. Unpublished 1987
- How to be a Moral Realist, in: Moral Realism, ed. Sayre McCord, Ithaca, N.Y.: Cornell University Press 1988.
- What Realism implies and What It Does Not, in: Dielactica (1989)
- Realism, Conventionality, and 'Realism About, in: Boolos (Hg.): Meaning and Method, Cambridge 1990
- Realism, Approximate Truth and Philosophical Method, in: Wade Savage (Hg.): Scientific Theories, Minnesota Studies in the Philosophy of Science vol. 14. Minneapolis: University of Minnesota Press (1990)
- Realism, Anti-Foundationalism and the Enthusiasm for Natural Kinds, in: Philosophical Studies 61 (1991), 127–148
- Constructivism, Realism, and Philosophical Method, in: J. Earman (Hg.): Inference, Explanation, and Other Philosophical Frustrations. Berkeley: University of California Press (1992).
- Metaphor and Theory Change, in Metaphor and Thought, ed. Ortony, New York 1993.
- Kinds as the "Workmanship of Men. Realism, Constructivism, and Natural Kinds, in: Julian Nida-Rümelin (Hg.) Rationalität, Realismus, Revision: Proceedings of the Third International Congress, Gesellschaft für Analytische Philosophie. Berlin: de Gruyter (1999).
- Kinds, Complexity and Multiple Realizations: Comments on Millikan's ‘Historical Kinds and the Special Sciences’, in: Philosophical Studies
- Homeostasis, Species, and Higher Taxa, in: R. Wilson (Hg.): Species: New Interdisciplinary Essays, Cambridge: MIT Press
- Scientific Realism, in: Stanford Encyclopedia of Philosophy (2002)